# Dendronephthya malabarensis
Dendronephthya malabarensis is een zachte koraalsoort uit de familie Nephtheidae. De koraalsoort komt uit het geslacht Dendronephthya. Dendronephthya malabarensis werd in 1909 voor het eerst wetenschappelijk beschreven door Henderson. 